# Tierra de Avellaneda
 Tierra de Avellaneda  és una pel·lícula documental coproducció de l'Argentina, Itàlia i Gran Bretanya filmada en colors dirigida per Daniele Incalcaterra sobre el seu propi guió que es va estrenar el 22 de novembre de 1996. El director és de nacionalitat italiana i va residir llarg temps a l'Argentina.

## Sinopsi
Un equip d'antropòlegs forenses que tracta d'identificar tres cadàvers que poden correspondre a membres de la família Manfil recorre a diversos testimoniatges de supervivents d'aquesta família.

## Comentaris
Guillermo Ravashino a El Amante del Cine va escriure:
| « | «Un director cec (cec envers el seu propi material!) va muntar una farsa els components de la qual estan forçats a contraposar-se amb la naturalesa profunda del seu personatge (la supervivent d'una família massacrada durant la dictadura…Incalcaterra és el pare d'aquest engendre visualment descurat…l'únic testimoniatge veritablement distès és el d'Albano Harguindeguy, que apareix com un "viejito macanudo".» | » |

Fernando López en La Nación va opinar:
| « | «El que vol [el director] no és girar la vista cap a tràgics episodis de la nostra història recent, sinó examinar la conducta de la societat respecte d'aquests fets…assumir el passat, fer les paus amb ell.» | » |

Pablo Scholz a Clarín va dir:
| « | «Si la característica de tot documental és ser maniqueísta –es vulgui o no: la posada de cambra ja és una decisió que veu la mirada des d'un punt de vista i no un altre- La força de les imatges de Tierra de Avellaneda obliga a (re) tmar consciència del passat recent de l'Argentina…Els seus 85 minuts són durs. No veure'ls és negar que el passat també ho va ser .» | » |

Manrupe i Portela escriuen:
| « | «Sense suport estatal…el treball del Equip Argentí d'Antropologia Forense es va circumscriure des de 1985 a una fossa comuna del cementiri d'Avellaneda en la província de Buenos Aires…la recerca…resulta ser un dels testimoniatges més macabres d'aquella època.» | » |